# Couthenans
Couthenans ist eine Gemeinde im französischen Département Haute-Saône in der Region Bourgogne-Franche-Comté.

## Geographie
Couthenans liegt auf einer Höhe von 338 m über dem Meeresspiegel, drei Kilometer nordwestlich von Héricourt und etwa elf Kilometer südwestlich der Stadt Belfort (Luftlinie). Das Dorf erstreckt sich im Westen der Burgundischen Pforte, in der Talniederung des Ruisseau de la Carpière am Nordfuß des Grand Bois.
Die Fläche des 1,64 km² großen Gemeindegebiets umfasst einen Abschnitt im Bereich der Burgundischen Pforte. Der zentrale Teil des Gebietes wird in Nordwest-Südost-Richtung von der Talniederung des Ruisseau de la Carpière durchquert, die eine Breite von ungefähr einem Kilometer aufweist. Sie öffnet sich nach Südosten zum Becken der Lizaine, das mit Sedimenten, so genannten Alluvionen des Quartärs gefüllt ist. Flankiert wird diese Mulde im Süden vom Höhenrücken des Grand Bois, der aus einer widerstandsfähigen Kalkschicht der mittleren Jurazeit besteht und auf dem mit 480 m die höchste Erhebung von Couthenans erreicht wird. Nach Norden erstreckt sich das Gemeindeareal bis an den Rand des ausgedehnten Waldgebietes Bois de Granges.
Nachbargemeinden von Couthenans sind Luze im Norden und Osten, Héricourt im Süden sowie Coisevaux im Westen.

## Geschichte
Erstmals urkundlich erwähnt wird Couthenans im Jahr 1257. Es gehörte damals zum Besitz der Abtei Lure. Im Jahr 1290 kam es an den Herzog von Burgund und war anschließend der Herrschaft Étobon, später der Herrschaft Héricourt unter der Oberhoheit der Grafen von Montbéliard unterstellt. 1519 sowie 1635 und 1653 wurde das Dorf geplündert und gebrandschatzt. Couthenans, das bis dahin unter der Oberhoheit des Fürstentums Württemberg-Mömpelgard (Montbéliard) stand, gelangte im Jahr 1748 vertraglich endgültig an die französische Krone. Seit 2001 ist Couthenans Mitglied des 20 Ortschaften umfassenden Gemeindeverbandes Communauté de communes du Pays d’Héricourt.

### Bevölkerungsentwicklung
| Jahr                       | 1962 | 1968 | 1975 | 1982 | 1990 | 1999 | 2019 |
| Einwohner                  | 350  | 387  | 680  | 677  | 710  | 717  | 707  |
| Quellen: Cassini und INSEE |      |      |      |      |      |      |      |

Mit 714 Einwohnern (1. Januar 2022) gehört Couthenans zu den kleinen Gemeinden des Départements Haute-Saône. Nachdem die Einwohnerzahl in der ersten Hälfte des 20. Jahrhunderts stets im Bereich zwischen 310 und 350 Personen gelegen hatte, wurde besonders während der 1970er Jahre ein kräftiges Bevölkerungswachstum verzeichnet.

## Sehenswürdigkeiten
Die lutherische Kirche von Couthenans (Temple luthérien) wurde im 17. Jahrhundert erbaut und im 19. Jahrhundert verändert. Die Kirchengemeinde gehört mit elf weiteren zum lutherischen Pfarrverbund Le Mont Vaudois. Auf der Place de la Fraternité beim Gemeindehaus befindet sich ein bemerkenswerter runder Brunnen mit zwei Becken, der 2005 vom Architekten Regnier entworfen wurde.

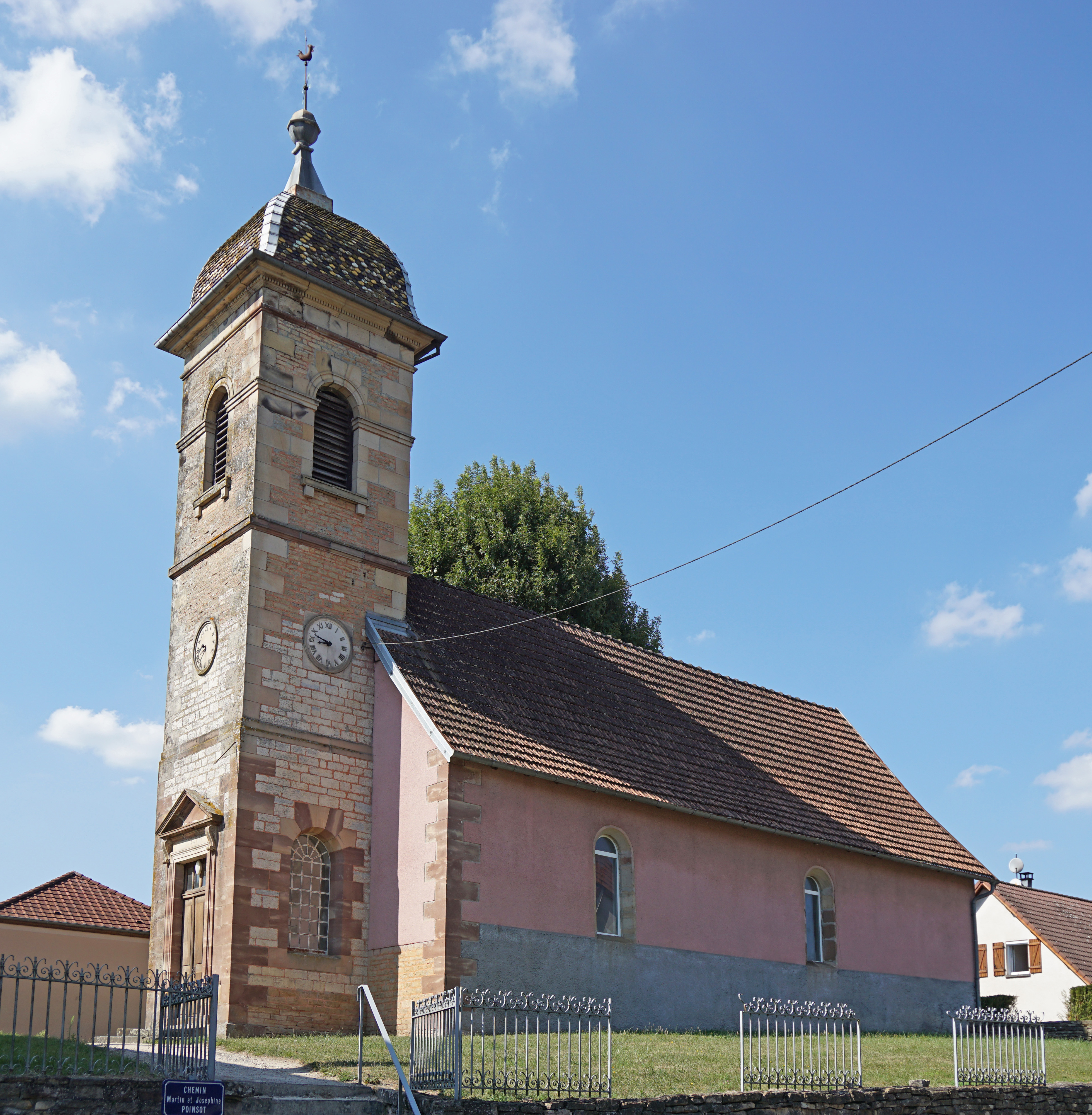
Lutherische Kirche

|

## Wirtschaft und Infrastruktur
Couthenans war lange Zeit ein durch die Landwirtschaft (Ackerbau, Obstbau und Viehzucht) geprägtes Dorf. Daneben gibt es heute verschiedene Betriebe des lokalen Kleingewerbes, vor allem in der Holzverarbeitung und in der Feinmechanik. Mittlerweile hat sich das Dorf auch zu einer Wohngemeinde gewandelt. Viele Erwerbstätige sind deshalb Wegpendler, die in Héricourt und in den Agglomerationen Belfort und Montbéliard ihrer Arbeit nachgehen.
Die Ortschaft ist verkehrstechnisch gut erschlossen. Sie liegt an der Hauptstraße D438, die von Belfort nach Lure führt, und deren vierspuriger Ausbau im Gang ist. Der nächste Anschluss an die Autobahn A36 befindet sich in einer Entfernung von ungefähr zwölf Kilometern. Weitere Straßenverbindungen bestehen mit Villersexel, Luze und Chagey.